# Aneuria tripunctata
Aneuria tripunctata är en tvåvingeart som beskrevs av Malloch 1930. Aneuria tripunctata ingår i släktet Aneuria och familjen myllflugor. Inga underarter finns listade i Catalogue of Life.